# リパの聖母
リパの聖母　全ての恵みの仲介者 (スペイン語: Nuestra Senora Medianera de toda gracia; イタリア語: La Madonna Mediatrice di tutte le grazie; タガログ語: Aming Inang Tagapamagitan ng lahat ng Biyaya)は、1948年9月12日‐26日、フィリピン、バタンガス州にあるリパのカルメル会修道会 で、修道志願者であったテレシタ・カスティージョ(Teresita Castillo)に起こった 聖母の出現である。

この御出現はフィリピンではバラの花びらが修道院周辺にばらまかれたことで知られている。 
1951年の当初はカトリック教会の地元司教は「超自然的でない」と宣言したが、1991年に再提出され、教皇庁が未解決の調査事項としているうちに、リパ市の大司教であるラモン・アルグレエス(Ramon Arguelles)が、「マリアに対する崇敬には何の問題もなく、これを文書とする。」と宣言した。 現在では、聖母の崇敬はリパ市とマニラ市において、認可されている。
2015年9月14日マニラにおいて、大司教ラモン・Ｃ・アルグエレス(Ramón C. Argüelles )が、「聖母はフィリッピンを訪れた。」として、布告を出し、リパの聖母出現を最終的に公認した。これを受けて、教皇庁も追認した。

## 1948年の御出現

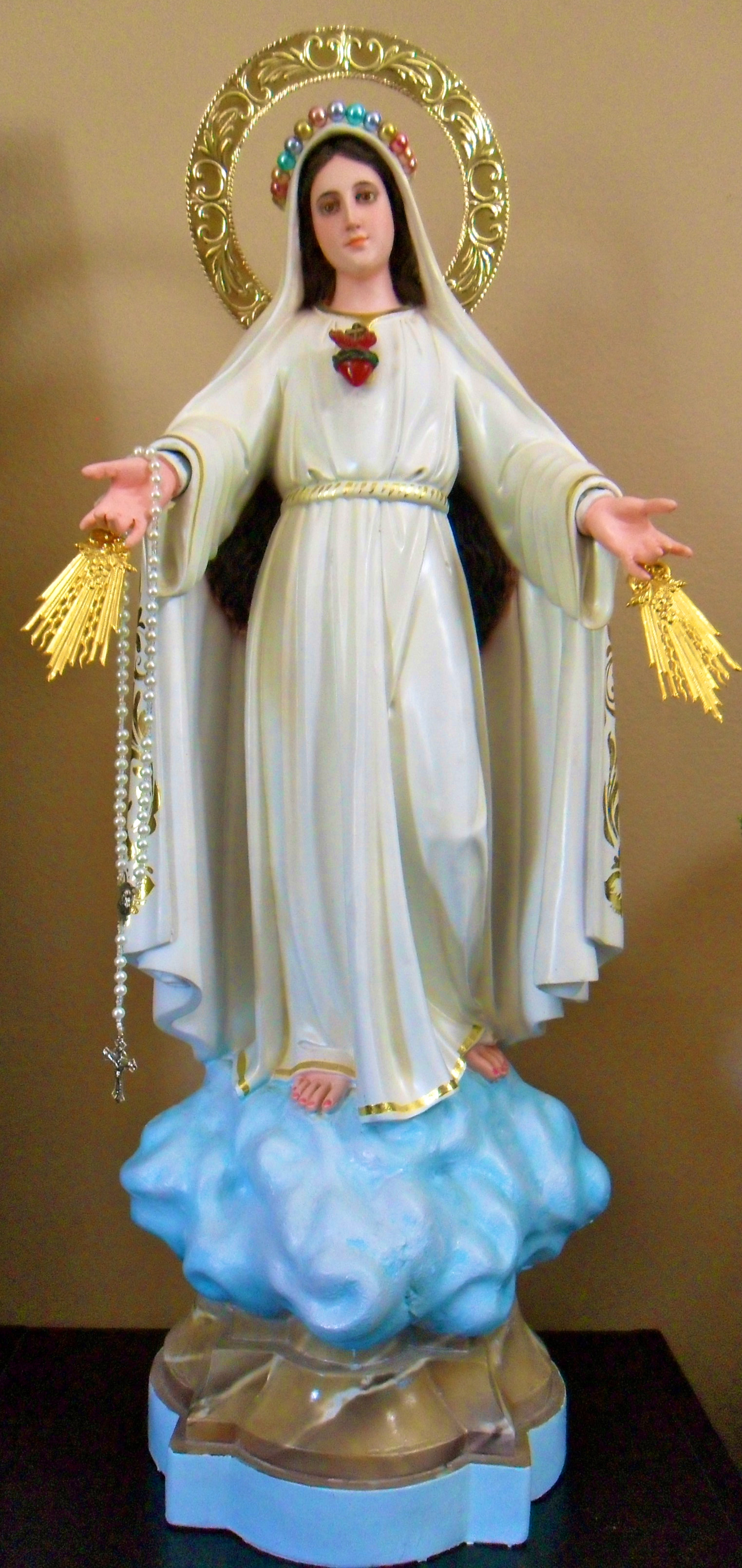
木製の「リパの聖母　全ての恵みの仲介者」の像 ベネディクト16世に贈られた像と同じ作者で同じバージョンである。

1948年8月18日、カルメル会の修道志願者であったテレシタは素晴らしい天国のような香りに気が付いた。そして自分の部屋に入ると、彼女は白い婦人が自分に話しかけて来るのを見た。「恐れないで、私の娘、全てのものを愛するお方が私をあなたのもとに送りました。私はメッセージを持ってきています。」その婦人はシスターテレシタに、修道院の院長の足を洗ってキスをし、そして、その水を飲むように頼みました。その婦人が言うには足を洗うことは、謙虚さと従順のしるしを意味するとのことである。
1948年9月12日にシスターテレシタは ブドウが風も吹いていないのに揺れているのに気が付いた。すると彼女はあの婦人の声を聞き、19日間連続でこの畑を訪れるようにと言われた。その次の日の9月13日午後5時にテレシタはその場所に行き、ひざまづいて「アヴェマリアの祈り」唱え続けていた。その祈りの途中で風が吹き、畑のブドウが動き、美しい婦人が現れた。テレシタによるとその婦人は祈るように手を組み、右手には金色のロザリオを持っていた。その婦人はテレシアに司祭と修道女のために祈るように頼んだ。 9月14日、バラの花びらが修道院にまき散らされた。数人の修道女が暮らす修道院で気が付き、廊下の外にもバラの花びらがあることに気が付き始めた。 
午後5時に再び婦人が現れ、「私はこの場所が明日祝福されることを望む」といった。「それは何時でしょうか。」とテレシタが訊ねると、「あなたの修道院長が望む時間でよろしい。私の子供よ。私は、あなたがこれらの15日間の出来事を忘れることを禁じます。」すると、その婦人は突然に消えた。一方、修道院長のメアリ、イエスのセシリアは聖母の御出現の可能性のあるこの事象で、何をすべきか上司と相談することに決めた。アルフレッド・オビア(Alfredo Obviar)師はリサ司教区の補佐司教で、カルメル会の特別指導者であった。司教は修道院長にこの夫人が聖母マリアである証明をしてほしいと求めるよう指示を出した。 
最初のバラの花びらがまき散らされた後、テレシタの眼がまったく見えなくなってしまった。修道院長は女性の声を聞き、テレシタの眼にキスをするように、すると彼女の眼は見えるようになるとその声は教えた。ある日、オビア司教補佐の立会いの下、修道院長がテレシアのヴェイルを持ち上げ、眼の部分にキスをした。するとすぐに、テレシアの視界は元に戻り、オビアはもはや疑うことなく聖母の出現であると宣言した。
しかしながら、1951年4月11日に、フィリピンの大司教と、司教団はもう一度調査をやり直すと宣言し、教皇庁の指示があるまでは、リパのカルメル会修道院の超自然現象についてはふれないよう、文章を出した。
カルメル会の修道院長とのインタビューによると、修道院長のメアリ・ザ・セクレド・ハートとシスター・バルダサールはこの御出現に関するリーフレットが入った箱、祈りの本、バラの花びらそして全ての宗教的用具を燃やすよう命じられた。
修道女たちは、司教から聖母マリアの像を破壊するよう命じられることもされたが、彼女らの聖母への崇敬からそれらを隠すことにした。テレシタの日記は燃やされた。
テレシタのインタビューによると彼女はエジデオ・ヴァニオッジ枢機卿と1951年に会ったが、その時に彼からカルメル会の修道院を離れて、目の治療院を探しなさいと言われたと言う。
教皇の使節団は強く承認を否定し、彼女を悪魔呼ばわりして、彼女に悪魔の存在を残し立ち去るよう、強くドアに押し付けた。
テレシタは泣き叫びながら、祝福を求めたが、彼はそれを拒否した。
ラモン・アルグレエス・リパ大司教によると、調査委員会の2人の司教はリパに対する管轄権の欠如から、この調査を引き続き行うこととなった。
ABS-CBNネットワークのテレビインタビューによると大司教は 文書が改ざんされていなかったか、そして、1951に教皇庁にとどいていたのか、それが即時の却下に結び付いたのではないかと言及した。1991年に、御出現を承認する嘆願書が再度、教皇庁に提出された。 

## 聖母の描写
テレシタによると、聖母の両手は胸で組み合わされ、右手に金色のロザリオを持ち、わずかに前かがみになっていた。聖母のドレスはシンプルで純白であった。ウェストは細い布制の紐を結んでいた。彼女の足は裸足で、雲の上に立ち、地面から2フィートほど離れていた。彼女の顔は表現できないような美しさで、光り輝いていた。

## 教会の調査
1951年の初めの調査報告書は6人のローマ・カトリック教会の司教がリッパの御出現は偽物で、超自然的ではないとした。しかしながら、1人の司教が後にそれを彼の臨終時に撤回している。そして新規の調査が1991年に始まった。御出現の報告書はこの日教皇庁に届いておらず、調査中のままだった。
2015年9月14日マニラにおいて、大司教ラモン・Ｃ・アルグエレス(Ramón C. Argüelles )が、「聖母はフィリッピンを訪れた。」として、布告を出し、リパの聖母出現を最終的に公認した。これを受けて、教皇庁もこれを追認した。
2005年フィリピンのラモン・アルグレエス大司教はこの聖母の御出現について崇敬をすることに、何ら問題点が見つからないことを宣言する回覧文を発した。リパ、バタンガスの総主教は、この名称によるマリアへの崇敬をわざわざフィリピンの総主教区で禁止することはなくローマ・カトリック教会の文書とぶつかること無く同様に扱うことを表明した。